# Poklečani
Poklečani är ett samhälle i Bosnien och Hercegovina.   Det ligger i entiteten Federationen Bosnien och Hercegovina, i den södra delen av landet, 80 km väster om huvudstaden Sarajevo. Poklečani ligger 901 meter över havet och antalet invånare är 978.
Terrängen runt Poklečani är huvudsakligen kuperad, men österut är den bergig. Poklečani ligger nere i en dal. Närmaste större samhälle är Drežnica, 12,0 km väster om Poklečani. 
Trakten runt Poklečani består till största delen av jordbruksmark. Runt Poklečani är det ganska tätbefolkat, med 93 invånare per kvadratkilometer.